# Carmen Barea
María del Carmen Barea Cobos (* 5. Oktober 1966 in Málaga) ist eine ehemalige spanische Hockeyspielerin. Sie gewann 1992 die olympische Goldmedaille.

## Sportliche Karriere
Carmen Barea belegte mit der Spanischen Nationalmannschaft den elften Platz bei der Weltmeisterschaft 1986.
In der Vorrunde der Olympischen Spiele 1992 in Barcelona siegten die Spanierinnen zweimal und spielten gegen die Deutschen unentschieden. Im Halbfinale besiegten sie die Südkoreanerinnen nach Verlängerung. Im Finale gegen die Deutschen ging es ebenfalls in die Verlängerung, nachdem Barea zunächst ihre Mannschaft mit einer Strafecke in Führung gebracht hatte und Franziska Hentschel ebenfalls mit einer Strafecke ausgeglichen hatte. In der 83. Minute erzielte Elisabeth Maragall den Siegtreffer zum 2:1. Es war das einzige Tor im Finale aus einer Spielsituation heraus. Carmen Barea war mit zwei Treffern hinter Teresa Motos erfolgreichste Torschützin ihrer Mannschaft.
Zwei Jahre später belegte die spanische Mannschaft den achten Platz bei der Weltmeisterschaft 1994 in Dublin. 1995 bei der Europameisterschaft in Amstelveen erreichten die Spanierinnen das Finale und unterlagen erst nach Siebenmeterschießen der niederländischen Mannschaft. Bei den Olympischen Spielen 1996 in Atlanta belegten die Spanierinnen den achten Platz.

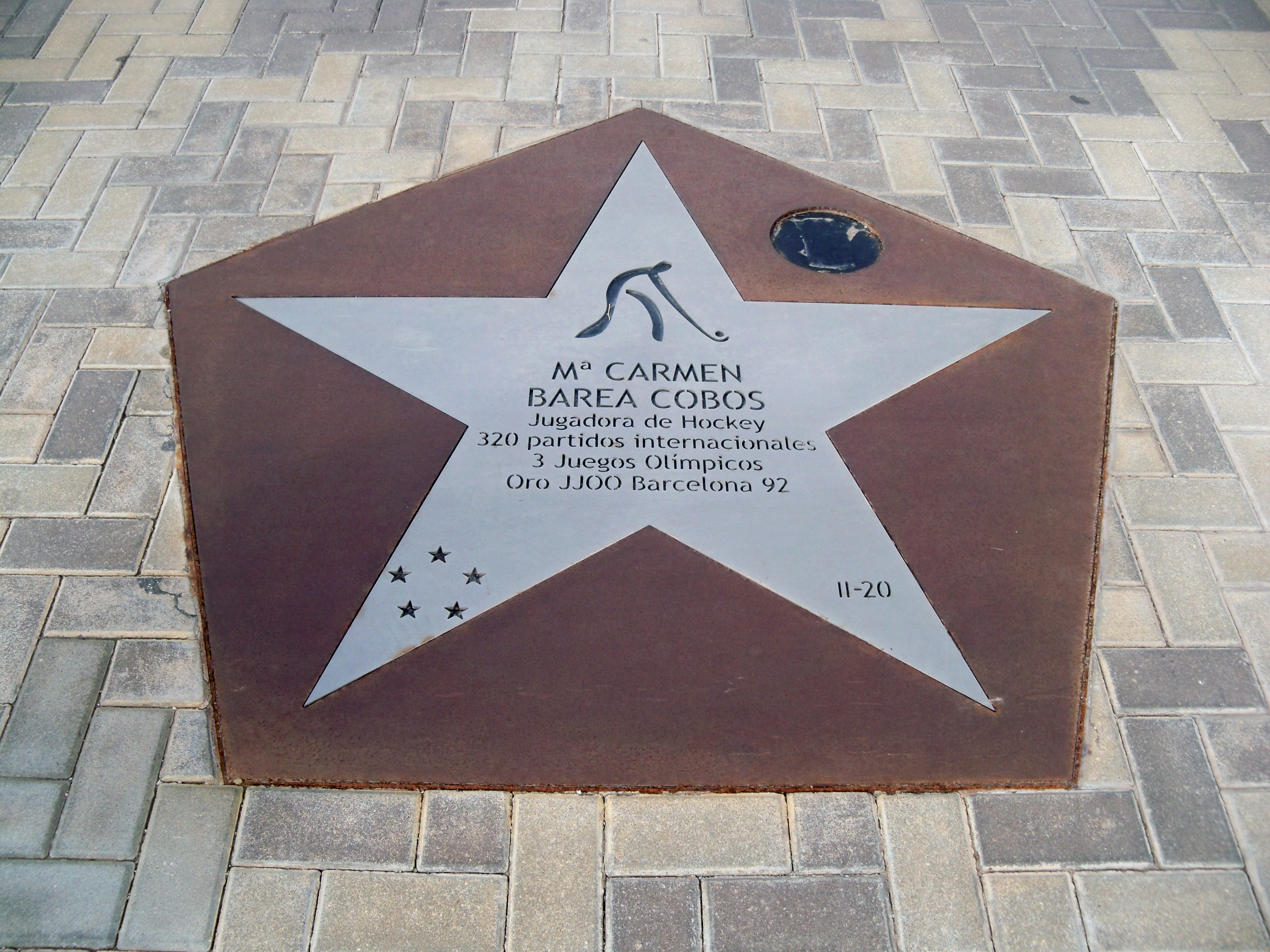
Carmen Bareas Stern auf dem Paseo de las Estrellas del Deporte de Málaga

Vier Jahre später bei den Olympischen Spielen 2000 in Sydney belegten die Spanierinnen in der Vorrunde den dritten Platz in ihrer Gruppe hinter den Australierinnen und den Argentinierinnen. In der Zwischenrunde spielten die Spanierinnen gegen die ersten drei Mannschaften der anderen Vorrundengruppe und erreichten das Spiel um eine Bronzemedaille gegen die niederländische Mannschaft. Hier siegten die Niederländerinnen mit 2:0, so dass die Spanierinnen den vierten Platz belegten.
Carmen Barea spielte für den Hockeyclub der Universidad de Sevilla.
Barea wohnt in Benagalbón, einem Ort in der Gemeinde Rincón de la Victoria. 2020 wurde sie von ihrer Geburtsstadt Málaga mit einem Stern auf der dortigen Sportler-Ruhmesmeile (Paseo de las Estrellas del Deporte de Málaga) geehrt.